# Cầy móc cua
Herpestes urva (tên tiếng Anh: Crab eating mongoose) là loài thú trong họ Cầy lỏn có mặt ở một số vùng của châu Á.

## Phân bố
Cầy móc cua được tìm thấy ở vùng tây bắc Ấn Độ, Nepal, Myanmar, Hoa Nam và Đông Nam Á, bao gồm Việt Nam, Malaysia, Đài Loan, Lào và Thái Lan.

## Mô tả
Điểm nổi bật ở cầy móc cua là một vệt trắng kéo dài từ góc mép qua cổ đến bả vai. Đuôi của chúng xù lông và dài gần bằng nửa thân. Chiều dài đầu - thân của cầy móc cua là từ 440 đến 480 mm và chiều dài đuôi là từ 265 đến 310 mm. Cầy móc cua có bộ lông màu nâu xám. Phần cổ có màu đen kết hợp với phần ngực màu nâu đỏ và bụng màu nâu nhạt. Chân của chúng có màu nâu sẫm hoặc đen.

## Sinh thái và tập tính
Cầy móc cua có một đời sống và kiếm ăn đơn độc, chỉ khi vào mùa động dục và giai đoạn nuôi con thì chúng mới sống thành đàn. Môi trường sinh sống của chúng là dọc theo các con suối, rừng khộp và rừng gỗ tạp. Cầy móc cua không chỉ ăn cua mà là loài ăn tạp: cá, ốc, ếch nhái, các loài gặm nhấm, chim, bò sát, và sâu bọ. Chúng hoạt động về đêm, bơi và lặn giỏi.

## Hình ảnh

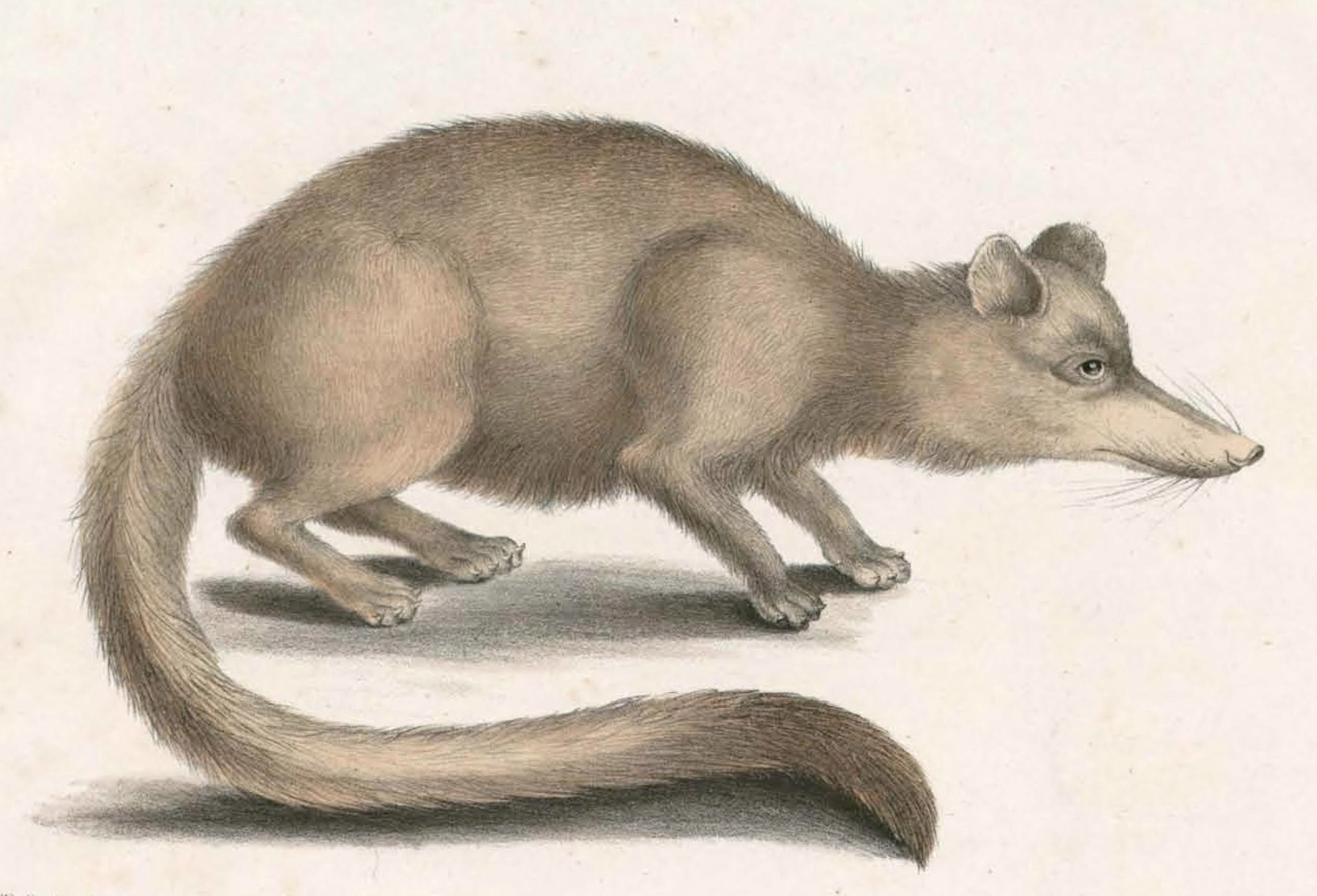
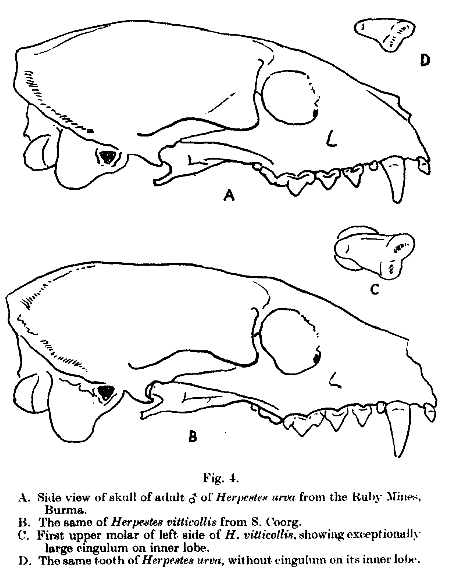